# 西格羅夫鎮區 (愛荷華州戴維斯縣)
西格羅夫鎮區（英語：West Grove Township）是位於美國愛荷華州戴維斯縣的一個行政鎮區。

## 地方資料
根據2010年美國人口普查的數據，西格羅夫鎮區的面積為94.65平方千米，當中陸地面積為94.38平方千米，而水域面積為0.27平方千米。當地共有人口456人，而人口密度為每平方千米4.82人。